# Julia Butters

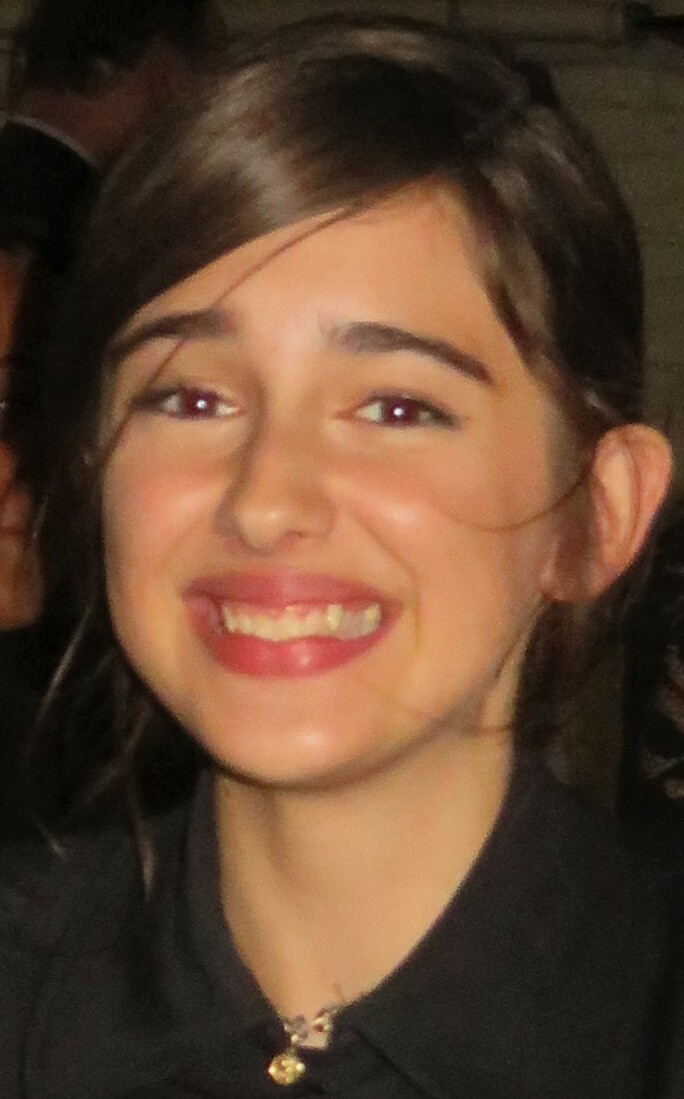
Julia Butters (2022)

Julia Butters (* 15. April 2009 in Los Angeles, Kalifornien) ist eine US-amerikanische Schauspielerin. Bekanntheit erlangte sie durch die Rolle der selbstbewussten Kinderdarstellerin Trudi Fraser aus dem Film Once Upon a Time in Hollywood, für die sie viel Lob von der Kritik erhielt.

## Leben und Karriere
Julia Butters wurde als Tochter eines Animators und einer Hausfrau in Los Angeles geboren. Seit ihrem zweiten Lebensjahr war sie in Werbespots zu sehen. Im Alter von vier Jahren hatte sie ihre erste Sprechrolle vor der Kamera mit einem Auftritt in der Serie Criminal Minds. Es folgten Auftritte in der Serie Best Friends – Zu jeder Zeit und 2016 im Actionfilm 13 Hours: The Secret Soldiers of Benghazi.
Von 2015 bis 2016 übernahm sie als Ella eine wiederkehrende Rolle in der Serie Transparent. Im Film Term Life – Mörderischer Wettlauf übernahm sie die Rolle der Cate Barrow, die im Teenageralter von Hailee Steinfeld verkörpert wurde. 2016 bis 2020 war sie in der Serie American Housewife als Anna-Kat Otto in einer Hauptrolle zu sehen.
2019 wurde sie in der Rolle der Kinderdarstellerin Trudi Fraser von Quentin Tarantino in dessen Once Upon a Time in Hollywood besetzt, in dem sie an der Seite des von Leonardo DiCaprio dargestellten Rick Dalton an der Serie Lancer arbeitet. Ihre Darstellung brachte ihr viel Lob von Seiten der Kritik ein. Tarantino entdeckte sie, als er eine Episode von American Housewife sah. 2022 ist sie als Claire Fitzroy im Film  The Gray Man zu sehen.

## Filmografie (Auswahl)
- 2014: Criminal Minds (Fernsehserie, Episode 9x16)
- 2015–2016: Best Friends – Zu jeder Zeit (Best Friends Whenever, Fernsehserie, 2 Episoden)
- 2015–2016: Transparent (Fernsehserie, 8 Episoden)
- 2016: 13 Hours: The Secret Soldiers of Benghazi
- 2016: Term Life – Mörderischer Wettlauf (Term Life)
- 2016: The Kicks (Fernsehserie, Episode 1x05)
- 2016: Das Glück des Augenblicks (A Family Man)
- 2016–2020: American Housewife (Fernsehserie, 90 Episoden)
- 2019: Once Upon a Time in Hollywood
- 2021: I Think You Should Leave with Tim Robinson (Fernsehserie, Episode 2x06)
- 2022: The Gray Man
- 2022: Die Fabelmans (The Fabelmans)
- 2023: Queen of Bones
- 2025: Freakier Friday